# Volleyball World Grand Prix 1993
Die Saison 1993 des Volleyball World Grand Prix war die erste Ausgabe des Wettbewerbs. Kuba gewann den ersten Titel.

## Modus
Sechs Mannschaften absolvierten zunächst jeweils zwei Spiele. Die beiden besten Mannschaften erreichten das Finale, der Tabellendritte und -vierte spielten um den dritten Platz.

## Final Six
Die Finalrunde wurde vom 17. bis 20. Juni in Hongkong ausgetragen.
| Platz | Team                | Sätze | Punkte |
| ----- | ------------------- | ----- | ------ |
| 1.    | Kuba                | 6:1   | 4      |
| 2.    | Volksrepublik China | 5:4   | 3      |
| 3.    | Russland            | 4:4   | 3      |
| 4.    | Brasilien           | 3:4   | 3      |
| 5.    | Südkorea            | 4:5   | 3      |
| 6.    | Japan               | 2:6   | 2      |

| Kuba      | Brasilien | 3:0 |
| Südkorea  | China     | 3:2 |
| Kuba      | Japan     | 3:1 |
| China     | Russland  | 3:1 |
| Russland  | Südkorea  | 3:1 |
| Brasilien | Japan     | 3:1 |

| Finale           |           |     |
| Kuba             | China     | 3:0 |
| Spiel um Platz 3 |           |     |
| Russland         | Brasilien | 3:1 |